# Johann Strauss den äldre

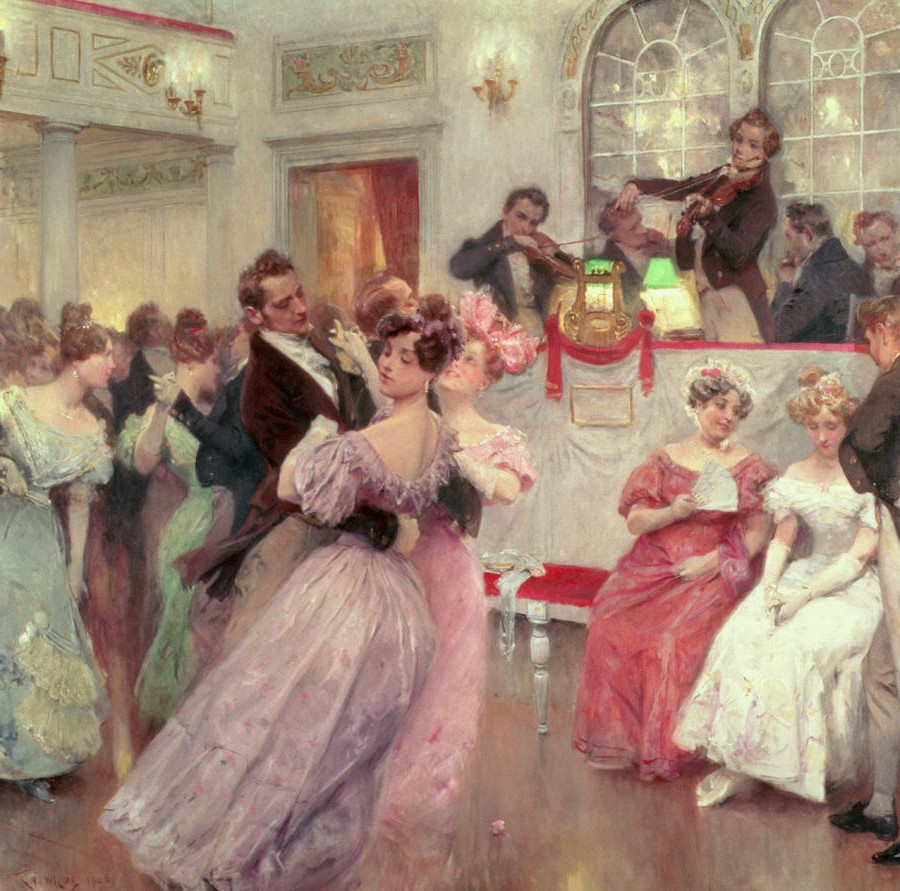
Joseph Lanner och Johann Strauss avbildade på målningen Der Ball utförd av Charles Wilda.

Johann Strauss den äldre, född den 14 mars 1804 i Wien, död där den 25 september 1849, var en österrikisk kompositör, främst känd för sina valser. Han betraktas tillsammans med Joseph Lanner som skapare av wienervalsen.

## Biografi
Strauss tog lektioner i violin och viola men studerade också musik med Johann Polischansky och lyckades så småningom få en plats i en lokal orkester ledd av Michael Pamer, för att senare ansluta sig till en populär stråkkvartett kallas Lanner-kvartetten, bildad av hans blivande rivaler Joseph Lanner och bröderna Karl och Johann Drahanek. Denna stråkkvartett som spelade wienervalser och rustika tyska danser expanderade till en liten stråkorkester 1824.
Strauss blev så småningom biträdande ledare för orkestern och hjälpte Lanner efter ökad popularitet under Fasching 1824 och snart tog Strauss kommandot över en andra mindre orkester, som bildades som ett resultat av framgången av moderorkestern. År 1825 bestämde han sig för att bilda sin egen orkester och började skriva musik (främst dansmusik) efter att han insåg att han också skulle kunna efterlikna Lanners framgång och få bukt med sina ekonomiska problem.
Strauss blev snart en av de mest kända och uppskattade tonsättarna av dansmusik i Wien. Under karnevalen 1826 började han sin långa rad av triumfer genom visa upp sin orkester för allmänheten i Wien vid Schwan, där hans Täuberln-Walzer (op. 1) på en gång etablerat sitt rykte. Orkestern reste från 1833 på turnéer, som spred den wienska dansmusiken över Europa. De besökte även England i samband med drottning Victorias kröning 1838. 
Johann Strauss den äldre avled redan vid 45 års ålder av scharlakansfeber och han efterlämnade en omfattande produktion omfattande 251 nummer: 152 valser, 32 kadriljer, 13 polkor och 18 marscher. Av hans kompositioner torde Radetzkymarsch (1848) och valsen Lorelei-Rhein-Klänge vara de mest spelade.

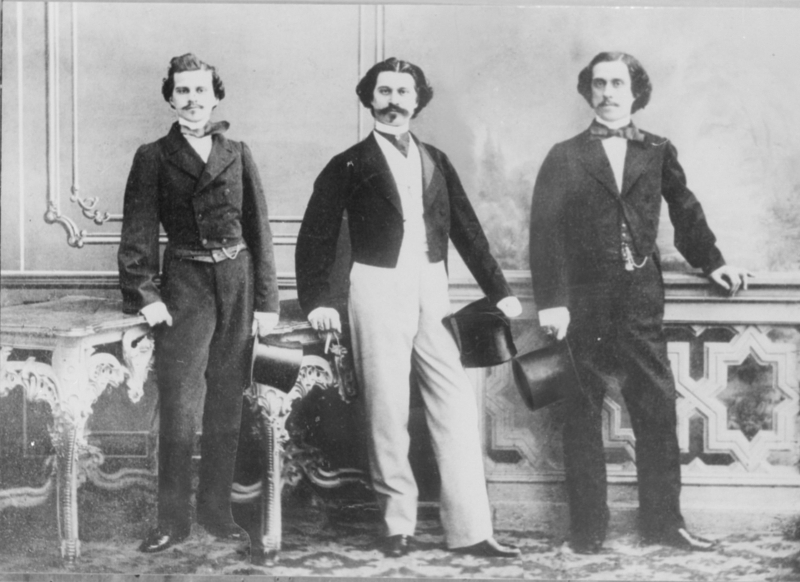
Bröderna Eduard, Johann och Josef.

## Strauss-familjen
Johann Strauss tre söner: Johann Strauss den yngre (1825-1899), Josef Strauss (1827-1870) och Eduard Strauss (1835-1916) ägnade sig alla åt den wienska dansmusiken. Av dem är Johann den yngre mest känd. 

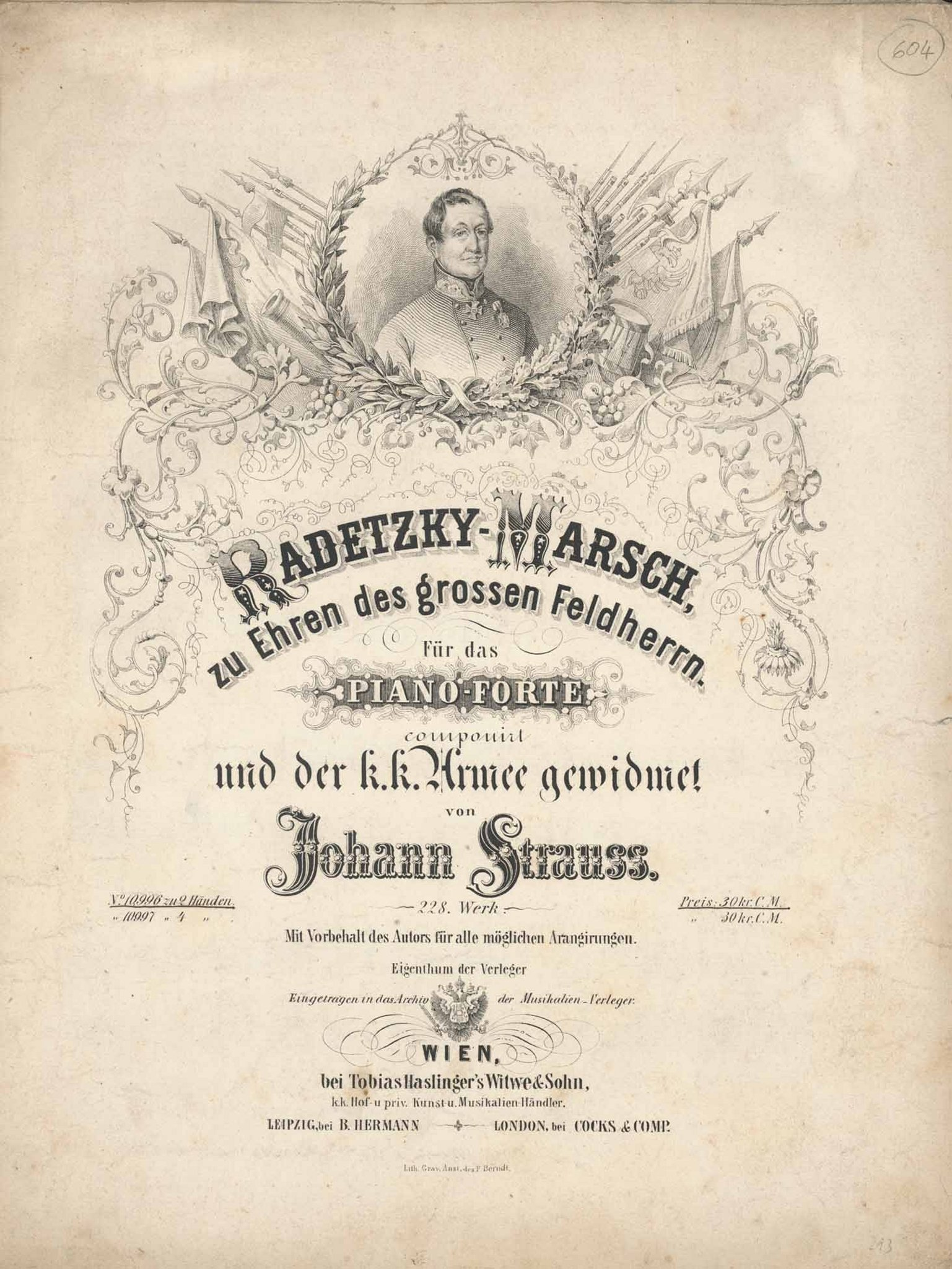
Radetzky-Marsch. Nothäftets omslag.

## Verk

### Valser
- Täuberln-Walzer, Op. 1 (1827)
- Döblinger Réunion-Walzer, Op. 2
- Wiener Carneval, Op. 3 (1828)
- Kettenbrücke-Walzer, Op. 4 (1828)
- Gesellschafts-Walzer, Op. 5
- Wiener Launen-Walzer, Op. 6
- Tivoli-Rutsch Walzer, Op. 39 (1830)
- Das Leben ein Tanz oder Der Tanz ein Leben! Walzer, Op. 49
- Elisabethen-Walzer, Op. 71
- Philomelen-Walzer, Op. 82
- Paris-Walzer, Op. 101 (1838)
- Huldigung der Königin Victoria von Grossbritannien, Op. 103
- Wiener Gemüths-Walzer, Op. 116 (1840)
- Lorelei-Rhein-Klänge, Op. 154 (1843)

### Galopper and polkor
Strauss's galopper och polkor omfattar:
- Champagner-Galopp, op. 8
- Seufzer-Galopp, Op. 9
- Chineser Galopp, Op. 20
- Einzugs-Galopp, Op. 35
- Sperl-Galopp, Op. 42
- Fortuna-Galopp, Op. 69
- Jugendfeuer-Galopp, Op. 90
- Cachucha-Galopp, Op. 97
- Carneval in Paris, Op.100
- Indianer-Galopp, Op. 111
- Sperl-Polka, Op. 133
- Annen-Polka, Op. 137 (inte att förväxla med hans sons Annen-Polka, Op. 117, 1852)
- Wiener Kreutzer Polka, Op. 220
- Piefke und Pufke Polka, Op. 235

### Marscher
- Radetzky-Marsch, Op. 228 (1848)
- Jelačić-Marsch, Op. 244